# Ghettos de Biélorussie pendant la Seconde Guerre mondiale

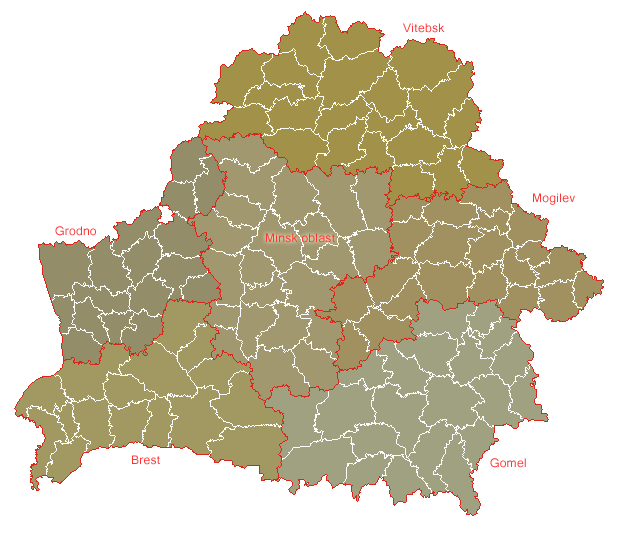
les oblasts de Biélorussie

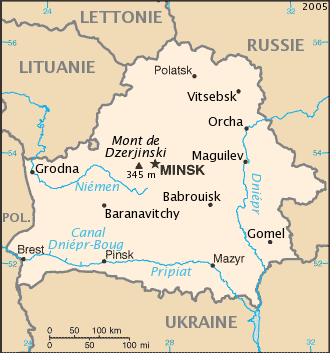
Biélorussie-carte des villes

Les ghettos de Biélorussie pendant la Seconde Guerre mondiale — au nombre de 394 (répertoriés) — sont des quartiers urbains situés dans la zone de la république socialiste soviétique de Biélorussie occupée par les Allemands, vers lesquels les Juifs furent déportés de force et maintenus dans un état d'isolement total de la population non-juive.
Cet isolement était un des aspects de la politique de la « Solution finale de la question juive » de laquelle résulta l'extermination de 600 000 à 800 000 Juifs de Biélorussie par les forces d'occupation allemandes.
Le total des victimes juives indiquées ghetto par ghetto dans cette liste, représente environ 360 000 personnes. Un nombre aussi important de victimes est répertorié également dans les autres ghettos. La liste qui suit reprend les ghettos les plus importants ou, pour les plus petits, les ghettos dont les articles existent en français.
La liste a été établie sur la base de données des archives de la république de Biélorussie, leur séparation par oblast provient des archives de la fédération de Russie (en russe : ГАРФ), mais également d'autres sources. Le territoire concerné est celui de l'actuelle Biélorussie et la population concernée est la population juive. La période concernée est celle de la Shoah, de 1941 à 1944,,,.
Certains de ces ghettos ont été le théâtre de soulèvements contre les Allemands, souvent au moment où ceux-ci avaient planifié leur anéantissement.
Les dates de création de ces ghettos correspondent le plus souvent au début de l'automne 1941. Les destructions les plus tardives datent de l'automne 1943. Les chiffres repris comme victimes dans la liste qui suit comprennent à la fois les victimes juives mortes de faim, d'épuisement, de maladie, d'exactions et de sévices divers durant les deux années d'occupation, mais aussi les victimes de massacres organisés sous le nom d'« aktion » pendant la durée de vie du ghetto. Il faut encore ajouter les victimes exécutées lors de la destruction du ghetto à des dates s'échelonnant de 1942 à la fin de 1943.
Comparativement à la taille du pays, le nombre de ghettos créés en Biélorussie est très important si on le compare au nombre de ghettos créés en république socialiste fédérative soviétique de Russie et en république socialiste soviétique d'Ukraine. En Russie leur nombre s'éleva à 41 et en Ukraine à 440 ghettos.
Cela provient du fait que très rapidement la Biélorussie et l'Ukraine (pour sa partie occidentale) se retrouvèrent à l'arrière de la ligne de front et des combats, en zone d'occupation. Tandis qu'en Russie se trouvaient et la ligne de front qui était instable et des territoires auxquels les forces allemandes n'eurent jamais accès. L'écart provient également du fait que la population juive de Biélorussie et de l'Ouest ukrainien était plus importante en pourcentage par rapport au reste de la population que celle des autres régions d'URSS. Les habitants des régions situées plus au nord ont aussi disposé de plus de temps pour s'enfuir vers l'intérieur de l'URSS, que ceux qui étaient en première ligne au sud, face à l'avancée rapide de l'opération Barbarossa.

## Historiographie
La publication de données relatives aux pays de l'ex-URSS depuis son effondrement et l'ouverture des archives dans les pays devenus indépendants ont considérablement élargi les connaissances des historiens. La grande alya de l'URSS et celle de Biélorussie ont amené de nouveaux chercheurs, qui par la connaissance des langues de ces régions, ont pu exploiter la vaste documentation et donc réévaluer considérablement les sujets traités. Parmi ceux-ci il faut citer Leonid Smilovitski originaire de la région de Gomel et vivant en Israël.

## Voblast de Brest(59 ghettos)
Ghettos du Voblast de Brest (Брестская область) :
- Ghetto de Baranavitchy (Барановичское гетто) (12 000 personnes)
- Ghetto de Biaroza (Берёзовское гетто) (8 000 personnes)
- Ghetto de Brest (Брестское гетто) (17 500 personnes)
- Ghetto du raïon de Brest ou de Damachava (Гетто в Брестском районе ou Домачевское гетто) (20 000 personnes)
- Ghetto de Kamianets (Гетто в Каменце) (5 000 personnes)
- Ghetto de Pinsk (Пинское гетто) (17 000 personnes)
- Ghetto de Proujany (Пружанское гетто) (10 000 personnes)
- Ghetto de Stoline (Столинское гетто)
- Ghetto de Lakhva (Лахва) (1 946 personnes)

## Voblast de Vitebsk(87 ghettos)
Ghettos du Voblast de Vitebsk (Витебская область) :
- Ghetto de Vitebsk (Витебское гетто) (20 000 personnes)
- Ghetto de Hlybokaïe (Глубокское гетто) (8 000 personnes)
- Ghetto d'Orcha (Оршанское гетто) (5 000 personnes)

## Voblast de Gomel(52 ghettos)
Ghettos du Voblast de Gomel (Гомельская область) :
- Ghetto de Gomel (Гомельское гетто) (10 500 personnes)

## Voblast de Grodno(60 ghettos)
Voblast de Grodno ou en biélorusse Voblast de Hrodna (Гродненская область) :
- Ghetto de Dziatlava (Гетто в Дя́тлово )(5 000 personnes)
- Ghetto de Mir (Biélorussie) (Мирское гетто) (719 personnes)
- Ghetto de Vawkavysk (Волковыское гетто) (10 000 personnes)
- Ghetto de Grodno (Гродненское гетто) (20 000 personnes)
- Ghetto de Lida (Лидское гетто) (8 000 personnes)
- Ghetto de Lunna (Гетто в Лунно) (1 549 personnes)
- Ghetto de Novogroudok (Новогрудское гетто) (10 000 personnes)
- Ghetto de Slonim (Слонимское гетто) (10 000 à 25 000 personnes)

## Voblast de Minsk(85 ghettos)
Voblast de Minsk (Минская область) :
- Ghetto de Baryssaw (Борисовское гетто) (9 000 personnes)
- Ghetto de Vileïka (Вилейское гетто) (6 972 personnes)
- Ghetto de Kletsk (Гетто в Клецке) (7 000 personnes)
- Ghetto de Minsk (Минское гетто) (80 000 personnes)
- Ghetto de Niasvij (Несвижское гетто) (5 200 personnes)
- Ghetto de Sloutsk (Слуцкое гетто) (18 000 personnes)
- Ghetto de Kapyl (Копыльское гетто) (3 500 personnes)

## Voblast de Moguilev(51 ghettos)
Voblast de Moguilev (Могилёвская область) :
- Ghetto de Babrouïsk (Бобруйское гетто) (25 000 personnes)
- Ghetto de Klimavitchy (Климовичское гетто) (800 personnes)
- Ghetto de Moguilev (Могилёвское гетто) (10 000 personnes)

## Chiffres
31 ghettos sont répertoriés ci-dessus sur un total de 394. Le total des victimes renseigné dans cette liste s'élève à environ 360 000 personnes. Dans les 363 autres ghettos plus petits, le total des victimes atteint des chiffres au moins aussi élevés.